# Henne Mølle Å Badehotel
Henne Mølle Å Badehotel er et dansk badehotel beliggende ved syd for Henne Strand i Vestjylland.
Hotellet er tegnet af arkitekten Poul Henningsen i 1935 og opført i 1936. Idéen til hotellet kom fra Othilia Thorup, der var kok hos Otto Mønsted i København. Under en ferie på Henne Strand fik hun idéen om at etablere et badehotel her. Hendes søster Thekla, der arbejdede som kostumedame på Nørrebro Teater kendte Poul Henningsen privat og indviede ham i idéen. Han så muligheden for at skabe et kulturradikalt fristed ved Vesterhavet. Sammen med søstrene fandt han grunden tæt ved Henne Mølle Ås udløb i Vesterhavet. Hotellet blev opført for enden af en lang grusvej. Arkitektonisk var det PH’s tanke at lade hotellet smyge sig op af den yderste klit, så det nærmest gled ind i landskabet.
Da hotellet stod færdigt i 1936 var der endnu ikke indlagt elektricitet, så paradoksalt nok kunne PH ikke forsyne værelserne med de lamper, han ellers er så kendt for. I dag er såvel værelser som hotellets restaurant dog forsynet med adskillige PH-lamper.
Siden 1987 har hotellet været ejet af det gule fagforbund Frie Funktionærer. I årene efter overtagelsen blev hotellet moderniseret og restaureret med respekt for den oprindelige atmosfære og fungerer i dag både som hotel og kursuscenter.